# Куридере
Куридере (на македонска литературна норма: Куридере) е село в централната част на Северна Македония, община Градско.

## География
Селото е разположено югоизточно от Велес и северозападно от общинския център Градско.

## История
В XIX век Кочилари е турско село във Велешка кааза на Османската империя. В „Етнография на вилаетите Адрианопол, Монастир и Салоника“, издадена в Константинопол в 1878 година и отразяваща статистиката на населението от 1873 година, Куридере (Couridéré) е посочено като село с 42 домакинства и 109 жители мюсюлмани.
Според статистиката на Васил Кънчов („Македония. Етнография и статистика“) от 1900 година Куру Дере има 312 жители, всички турци.
След Междусъюзническата война в 1913 година селото попада в Сърбия.
На етническата си карта от 1927 година Леонард Шулце Йена показва Курудере (Kurudere) като турско село.